# Aeroporto di Bresso
L'aeroporto Giampiero Clerici è un aeroporto civile situato a Bresso, ai confini coi comuni di Cinisello Balsamo e Sesto San Giovanni, in un'area che fa parte del Parco Nord Milano.

## Storia
La nascita dell'aeroporto risale agli anni della prima guerra mondiale, quando la vicina fabbrica della Società Italiana Ernesto Breda per Costruzioni Meccaniche allargò le sue produzioni al settore degli aerei militari, creando così la necessità di una vicina pista di collaudo.

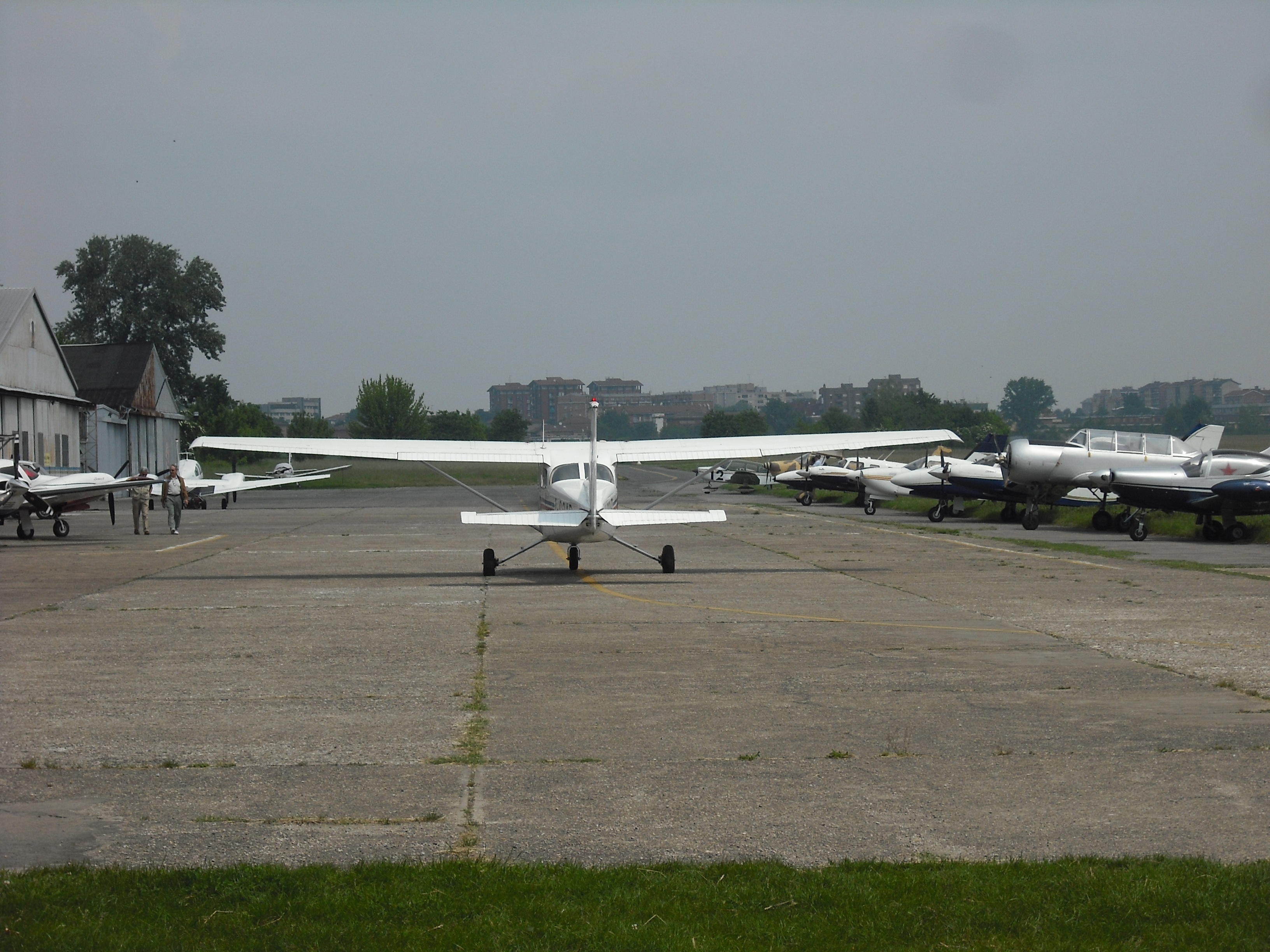
Un Cessna 172 dell'Aero Club Milano in rullaggio sulle taxiway dell'aeroporto di Bresso.

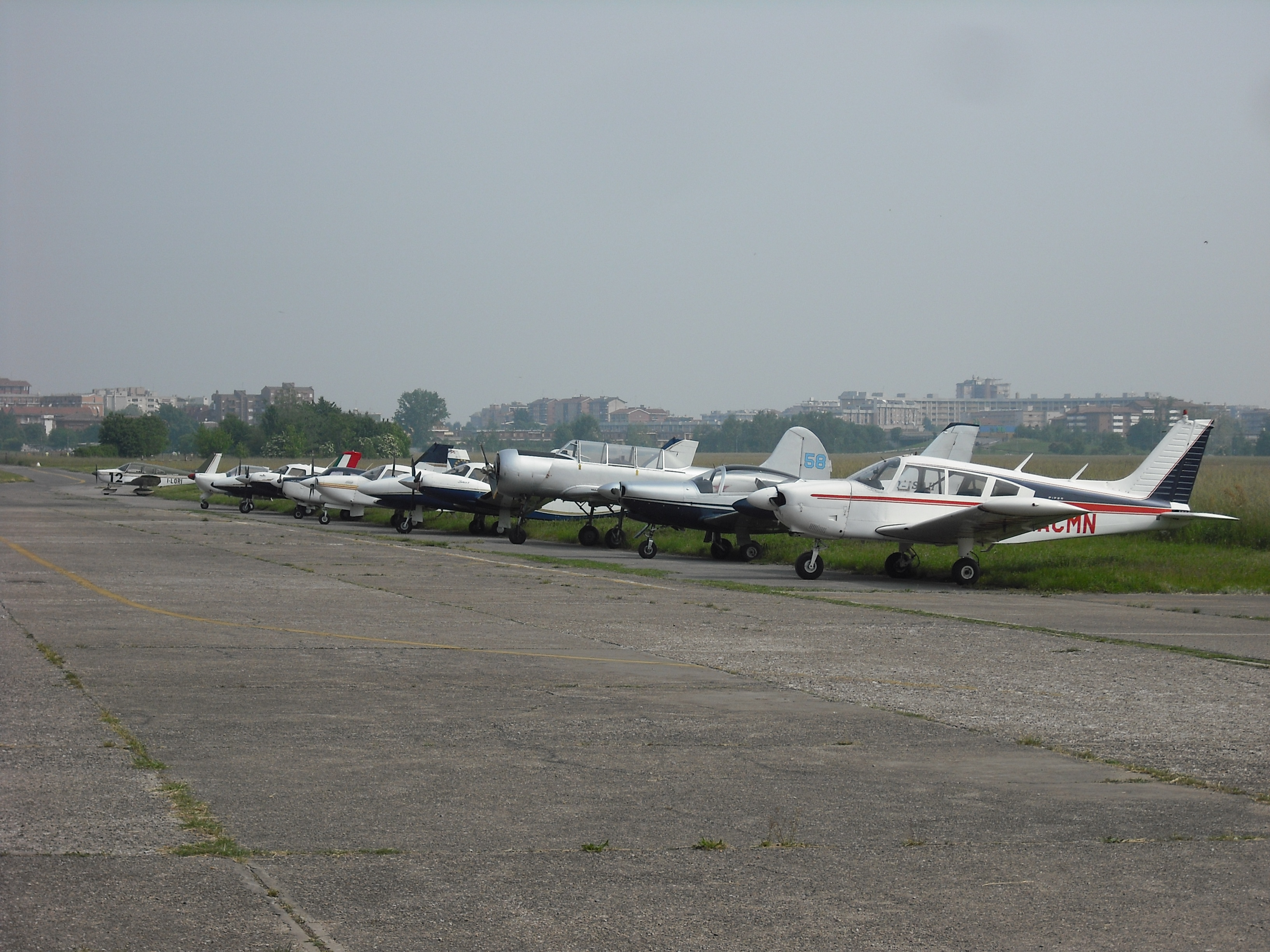
Aerei per aviazione generale dell'Aero Club Milano allineati di fronte agli hangar dell'aeroporto di Bresso.

Durante le due guerre l'aeroporto costituì il principale centro di difesa aerea dell'area milanese.
L'aeroporto assunse un'importanza strategica nel primo dopoguerra, quando venne usato dalla Regia Aeronautica come sede di una scuola di volo militare e di tre stormi di aerei da caccia incaricati della difesa aerea di Milano.
Già dal 1917 iniziò anche il suo utilizzo civile nel campo degli aerei da turismo, e nel 1960 vi si trasferì l'Aero Club Milano, fondato nel 1926 con una scuola di volo che offre corsi per conseguire licenze di pilota privato e di pilota di linea, oltre alle abilitazioni al volo strumentale ed acrobatico. L'Aero Club è inoltre assai attivo nel volo sportivo, avendo una lunga tradizione nel volo acrobatico ed organizzando annualmente varie competizioni di questa disciplina. Inoltre vanta numerosi titoli nazionali nelle varie categorie del volo acrobatico ed ha fornito negli anni la maggior parte dei piloti alla Squadra Nazionale.
Nel maggio 1923 era sede del 23º Gruppo e dal 1925 del LXI Gruppo comandato dal Maggiore Camillo Castaldi.
Il 1º giugno 1931 vi nasce il 3º Stormo che resta fino al marzo 1933.
Durante la seconda guerra mondiale vi furono basate le seguenti unità operative della Regia Aeronautica: 9º Gruppo CT (gennaio-maggio 1943); 23º Gruppo CT (giugno 1943); 30º Gruppo BT (giugno-settembre 1943); 31º Gruppo BT (ottobre 1941 – gennaio 1942); 50º Gruppo BT (giugno-luglio 1943); 64º Gruppo OA (giugno 1942); 88º Gruppo BT (aprile 1942); 99º Gruppo BT (luglio 1942 – gennaio 1942, maggio-giugno 1943); 172ª Squadriglia BT (giugno 1940). Dopo l'8 settembre 1943 l'Aeronautica Nazionale Repubblicana dislocò sullo stesso aeroporto dapprima i Fiat G.55 e poi i Messerschmitt Bf 109 G-6 del 2º Gruppo Caccia (dicembre 1943 – giugno 1944) ed il Reparto Aereo Collegamento (R.A.C.) (dicembre 1943 – aprile 1945). Il 30 aprile 1944 l'impianto della Breda e l'aeroporto di Bresso furono bombardati da 53 Boeing B-17 Flying Fortress statunitensi: a seguito di tale incursione sette velivoli furono distrutti a terra, ci furono diversi crateri nell'area di atterraggio e danni a hangar, officine meccaniche e di assemblaggio. Una ricognizione aerea del 4 settembre 1944 riporta la presenza di due CANT Z.1007 (con ogni probabilità del R.A.C.), 3 Savoia-Marchetti S.M.79, 3 Savoia-Marchetti S.M.81, 3 Caproni Ca.313, 1 Caproni Ca.133 e 6 altri velivoli di dimensioni più piccole ma non identificati (va precisato che la Breda ancora nel 1944 produceva su licenza della Aermacchi dei caccia Macchi M.C.202 che commissionati nel 1943 dalla Regia Aeronautica venivano ultimati come velivoli da addestramento caccia per la A.N.R., la Luftwaffe o l'aeronautica militare croata). 
Nel settore sud dell'aeroporto la Breda costruì anche una galleria del vento per il test dei suoi velivoli. L'uso dell'aeroporto da parte dell'Aviazione dell'Esercito terminò nel 1998 con il trasferimento dell'ultima squadriglia di elicotteri. del 3º Reggimento Cavalleria dell'Aria "Aldebaran".
Negli anni la sua superficie è stata sempre più ridotta in favore dell'uso a verde pubblico, e comunque la stessa esistenza dell'infrastruttura aeroportuale è da diversi anni fonte di polemiche.
Nell'eliporto all'interno della struttura vi sono anche una scuola di volo elicotteristico ed una base operativa dell'elisoccorso dell'AREU.
Il 3 giugno 2012, in occasione del VII incontro mondiale delle famiglie (promosso dalla Chiesa cattolica) è divenuto sede della Santa Messa presieduta da papa Benedetto XVI alla presenza di un milione di fedeli. Il 10 settembre 2022 l'aeroporto ha ospitato il Jova Beach Party del cantante Jovanotti, rimanendo chiuso dal 31 agosto al 14 settembre.
Dal 2013 l'aeroporto ospita anche l'Aero Club Bresso, successivamente sciolto nel 2018.
Dal 2016 è presente sull'aeroporto anche la società Sky Services S.p.A.  Sky Services Group. con una base della Flight Academy (IT.ATO.0075). La scuola è specializzata nella formazione di piloti privati e piloti di linea.
L'aeroporto fu protagonista di funesti eventi nel marzo nel 1972 e nell'ottobre del 1980. Il 19 marzo 1972, il pilota e istruttore Roberto Crippa ed il suo allievo Sergio Crespi , nel corso di una lezione di volo acrobatico a bordo di uno Zlín Trener con marche I-GLOR, perdono la vita a causa di una manovra errata. Il 30 settembre 1980 un Zlín Z-526 a marche I-KRIS, sbagliando l'allineamento con la pista in fase di atterraggio, cadde contro una famigliola in gita nel verde circostante: morirono due bambini, la madre e la sorella riportarono gravi ferite, morti i due piloti.

## La pista
La pista dell'aeroporto ha una lunghezza di 1 080 m per una larghezza di 30; inizialmente la sua superficie era in erba, ma è stata asfaltata nel 1965 a cura dell'Aero Club Milano. Ha un orientamento magnetico (QFU) 36/18, cioè esattamente nord-sud.

## Radioassistenze[13]
- Bresso Radio 122.005
- Milano Informazioni 124.925
- Linate Torre 118.100
- Milano Avvicinamento 126.300

### VOR/DME e NDB
- VOR/DME SRN 113.70 NDB 330 (Saronno)
- VOR/DME VOG 115.50 NDB 333.50 (Voghera)